# Leandro Marcos Pereira
Leandro Marcos Pereira meglio noto solo come Leandro o Leandro Pereira (Araçatuba, 3 luglio 1991) è un calciatore brasiliano, attaccante del Paraná.

## Carriera

### Club
Dopo aver siglato 10 gol in 24 incontri di Série A, il 30 dicembre 2014 passa al Palmeiras firmando un quinquennale.

## Palmarès

### Club

#### Competizioni nazionali
- Campionato belga: 1

Club Bruges: 2015-2016
- Campionato brasiliano: 1

Palmeiras: 2016

#### Competizioni statali
- Campionato Pernambucano: 1

Sport Recife: 2017